# Villebrumier
Villebrumier é uma comuna francesa na região administrativa da Occitânia, no departamento de Tarn-et-Garonne. Estende-se por uma área de 11.38 km², e possui 1.378 habitantes, segundo o censo de 2018, com uma densidade de 120 hab/km².